# سقوط الفلوجة (2014)
معركة الفلوجة 2014 أو سقوط الفلوجة هي معركة وقعت في مدينة الفلوجة بمحافظة الأنبار العراقية، دارت رحاها بين تنظيم الدولة الإسلامية والجيش العراقي وإنتهت بسيطرة التنظيم على مدينة الفلوجة، حيث كانت الفلوجة من المدن الأولى التي تخرج عن سيطرة الحكومة العراقية.

## المعركة
في 30 ديسمبر 2013، إقتحمت القوات العراقية ساحات الاعتصام في محافظة الأنبار، مما أثار غضب كثير من أبناء السُنة. حيث شرع مسلحون في مهاجمة دوريات الجيش المنتشرة على الطريق السريع في الفلوجة.